# Гартнер, Марианна
Мариа́нна Га́ртнер (нем. Marianne Gartner) — австрийская кёрлингистка.
В составе женской сборной Австрии участница чемпионата мира 1983 (заняли десятое место) и двух чемпионатов Европы (лучшее результат — восьмое место в 1982). Двукратная чемпионка Австрии среди женщин.
Играла в основном на позиции четвёртого, была скипом команды.

## Достижения
- Чемпионат Австрии по кёрлингу среди женщин: золото (1982, 1983).

## Команды
| Сезон   | Четвёртый          | Третий             | Второй             | Первый             | Турниры            |
| ------- | ------------------ | ------------------ | ------------------ | ------------------ | ------------------ |
| 1981—82 | Марианна Гартнер   | Antje Karrer       | Susanne Wieser     | Герта Кюхенмайстер | ЧЕ 1981 (9 место)  |
| 1982—83 | Герта Кюхенмайстер | Моника Хёльцль     | Эдельтрауд Куделка | Марианна Гартнер   | ЧЕ 1982 (8 место)  |
| 1982—83 | Марианна Гартнер   | Эдельтрауд Куделка | Моника Хёльцль     | Герта Кюхенмайстер | ЧМ 1983 (10 место) |

(скипы выделены полужирным шрифтом)